# Station Disley
Disley is een spoorwegstation van National Rail in Disley, Cheshire East in Engeland. Het station is eigendom van Network Rail en wordt beheerd door Northern Rail. 